# Igalo
Igalo (crnogorski: Игало) je primorsko mjesto u Boki kotorskoj, Crna Gora.

## Zemljopisni položaj
Nalazi se na 42° 27' 32" sjeverne zemljopisne širine i 18° 30' 44" istočne zemljopisne dužine. 

## Gospodarstvo
Gospodarstvo Igla specifično je za obalu Crne Gore i zasniva se na zdravstvenom turizmu.Turistička infrastruktura nije dobro razvijena no zbog zemljopisnog položaja je turizam najrazvijenija grana gospodarstva. Od industrije postoji manja tvornica tekstila. Uz to na ljestvici gospodarskih grana slijede promet te trgovina.

## Vanjske poveznice
- maplandia.com: Igalo